# أركا غدينيا
نادي أركا غدينيا 1929 (بالفرنسية: Arka Gdynia) نادي كرة قدم بولندي يلعب في دوري الدرجة الممتازة . تم تأسيس النادي في سنة 1929 .